# Andrzej May
Andrzej May (ur. 3 marca 1934 w Kaliszu, zm. 7 grudnia 1993 w Szczecinie) – polski aktor, reżyser teatralny, dyrektor i kierownik artystyczny teatrów polskich.

## Życiorys
W 1953 ukończył II Liceum Ogólnokształcące im. Tadeusza Kościuszki w Kaliszu. Absolwent PWST w Łodzi (1958). Był aktorem Bałtyckiego Teatru Dramatycznego w Koszalinie. Po latach pisano o nim, iż miał „patent” na wdzięk. Na koszalińskiej scenie wcielił się w postacie Orlanda w sztuce Jak wam się podoba W. Szekspira (reż. Joanna Kulmowa), Romea czy Rizzia w dramacie Maria Stuart J. Słowackiego (reż. i scenogr. Andrzej Sadowski). Z Koszalina przeniósł się do Łodzi. W latach 70. występował w Teatrze Nowym. W 1979 grał tam role w Obłudniku Molière’a, Drugim daniu oraz Vatzlava Sławomira Mrożka.
W filmach grał początkowo role młodzieńców walczących z bronią w ręku w lasach. Popularność zyskał rolą Stanisława Połanieckiego w serialu telewizyjnym Rodzina Połanieckich. Według swojej wypowiedzi, przy pracy w tej roli powrócił do świata filmu po 17 latach przerwy. Jak sam przyznał po zakończeniu zdjęć do tej produkcji, próbował czytać powieść Henryka Sienkiewicza (która posłużyła za podstawę scenariusza serialu), ale nie skończył, uznając książkę za nudną i słabą. Stwierdził jednak, że słaby materiał literacki często okazuje się wartościowym materiałem na dzieło filmowe.
W latach 1981–1984 pełnił obowiązki dyrektora Teatru im Aleksandra Sewruka w Elblągu. 
Został pochowany na cmentarzu Centralnym w Szczecinie (kwatera 18 A).

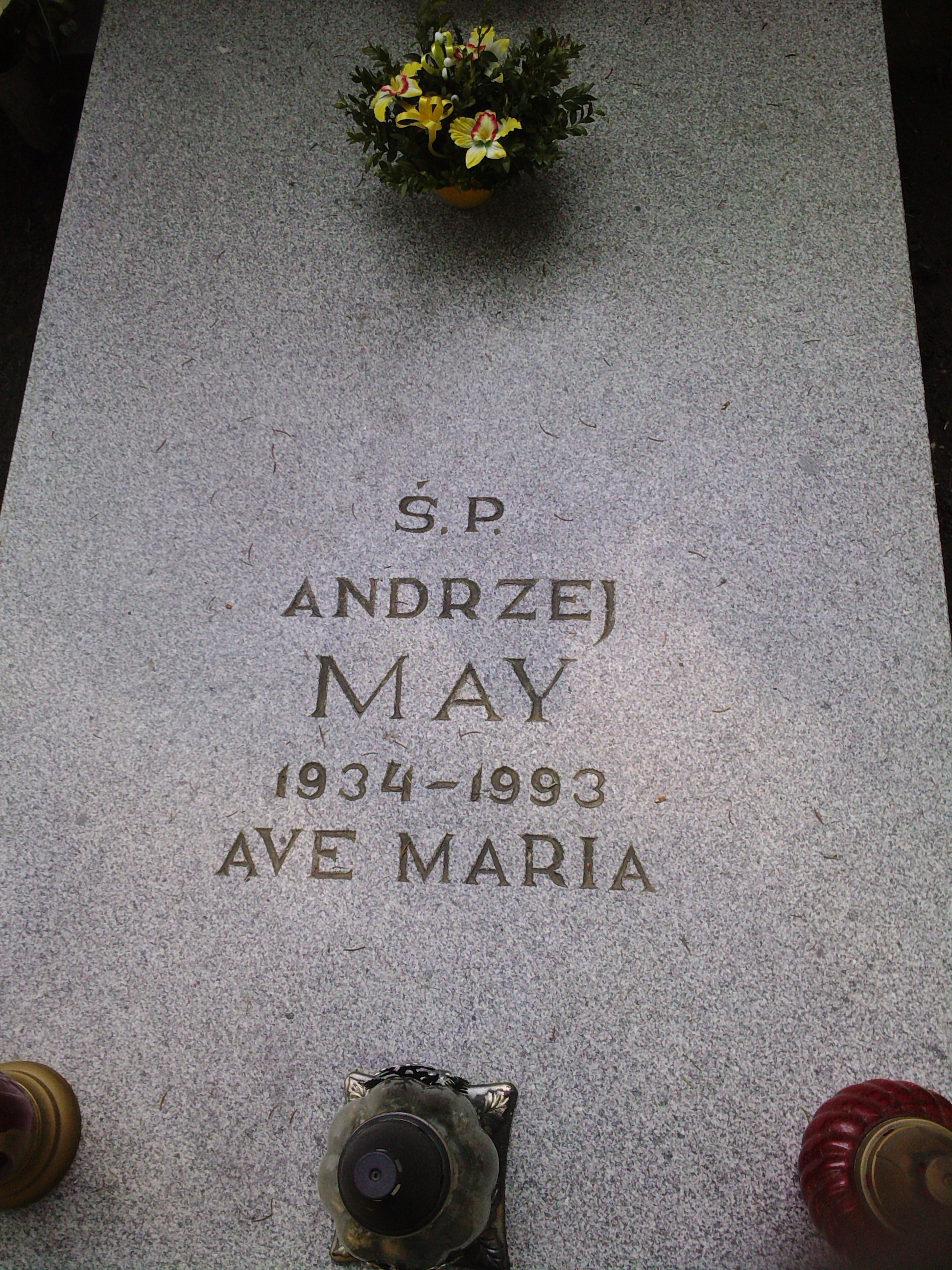
Nagrobek Andrzeja Maya

## Filmografia
- 1958: Krzyż Walecznych (nowela Pies) – Sypniewski
- 1958: Żołnierz królowej Madagaskaru – mężczyzna na stacji w Radomiu (nie wymieniony w czołówce)
- 1959: Zamach – „Czarny”
- 1961: Komedianty – poeta Edward (w czołówce podano nazwisko „Maj”)
- 1961: Ludzie z pociągu – Piotr
- 1961: Zaduszki – „Satyr”
- 1962: I ty zostaniesz Indianinem – redaktor Tadeusz Orłowski z pisma „Naprzód Młodości”, narrator filmu
- 1962: Klub kawalerów – Władysław
- 1964: Rachunek sumienia – milicjant, przyjaciel Grzegorza
- 1965: Powrót doktora von Kniprode – Johnny, żołnierz amerykański (odc. 2)
- 1966: Don Gabriel – Pinkiewicz, porucznik Legii Straceńców
- 1966: Marysia i Napoleon – oficer wysłany przez Napoleona do Gdańska (nie wymieniony w czołówce)
- 1967: Czarna suknia – Jerzy Orłowski
- 1967: Pieśń triumfującej miłości – Fabiusz, mąż Walerii
- 1967: Stawka większa niż życie (serial TV, odc. 1) – Jacek, ochrona radiostacji
- 1967: Zmartwychwstanie Offlanda – Gaston de Rousset, narzeczony żony Offlanda (nie wymieniony w czołówce)
- 1969: Szkice warszawskie (nowela Allegro) – kolega „Kędzierzawego”
- 1975: Jej powrót – gość na przyjęciu
- 1975: Noce i dnie – Owrucki, nowy właściciel Serbinowa
- 1977: Noce i dnie (serial TV, odc. 10) – Owrucki, nowy właściciel Serbinowa (nie wymieniony w czołówce)
- 1978: Rodzina Połanieckich (serial TV) – Stanisław Połaniecki
- 1983: Marynia – Stanisław Połaniecki
- 1986: Republika nadziei – członek Rady Ludowej